# Айнское (озеро)
Айнское (айн. Райциська) — лагунное озеро на острове Сахалин, в Томаринском городском округе Сахалинской области России.
Площадь озера составляет 32,4 км², водосборная площадь — 834 км². Через озеро протекает река Айнская.
Наименование озера происходит от самоназвания жителей Южного Сахалина и Курильских островов — айнов.

## История открытия и описания озера
Айны называли озеро именем Райциська, а японцы — Райтиси. В прошлом по своему айнскому названию озеро было соимённым с айнским первопоселением на месте ближайшего крупного города (Райциська, предположительно, на территории современного Красногорска), а также с протекающей через озеро рекой.
Из описания водоёма Н. В. Рудановским в 1854 году:

«Озеро Таитиска находится южнее пика Lamanon. Это озеро около 50 квадр[атных] вёрст, отделяется от моря песчаным в 200 саж[еней] шириною перешейком, который, однако, порос густо ельником. Из этого озера вытекает речка и протекает около 7 вёрст, изливаясь в море, она течёт вдоль берега и отделяется от моря тоже перешейком в 100 и 50 сажен. Вход в речку очень удобен на ROSO, на баре глубина 5 фут. В речке глубина от 7 до 10 фут, в озере на средине 3 сажени, к берегам мелко. Вода, как в озере, так и в речке, солёная, вероятно, морская вода просачивается через перешеек. При истоке речки из озера определена широта 48˚27′19″. Здесь место удобное для каботажных пароходов и судов. По берегам озера растёт крупный кедр, лиственница и ель…»